# تمارا سكاي
تمارا سكاي (بالإنجليزية: Tamara Sky)‏ هي بلاي ميت أمريكية، ولدت في 20 فبراير 1985 في سان خوان في بورتوريكو.

## وصلات خارجية
- الموقع الرسمي
- تمارا سكاي على موقع IMDb (الإنجليزية)
- تمارا سكاي على موقع ميوزك برينز (الإنجليزية)
- تمارا سكاي على موقع ديسكوغز (الإنجليزية)
- تمارا سكاي على موقع قاعدة بيانات الفيلم (الإنجليزية)
- تمارا سكاي على موقع كينوبويسك (الروسية)